# سرجیو اوسمنیا
سرجیو اوسمنیا (انگلیسی: Sergio Osmeña؛ ۹ سپتامبر ۱۸۷۸ – ۱۹ اکتبر ۱۹۶۱) یک سیاست‌مدار اهل فیلیپین و از اوت ۱۹۴۴ تا مه ۱۹۴۶ رئیس‌جمهور این کشور بود.